# Кизги
Кизги (баш. Ҡыҙғы) — деревня в Бакалдинском сельсовете Архангельского района Республики Башкортостан России.

## Население
| 2002 | 2009 | 2010 |
| ---- | ---- | ---- |
| 196  | ↗199 | ↘168 |

Согласно переписи 2002 года, преобладающая национальность — башкиры (100 %).

## Известные жители
Ханов, Олег Закирович — народный артист Республики Башкортостан. 
Усманов Магафур Махмутович (род. 26 марта 1962 года) — артист Национального Молодёжного театра РБ, народный артист РБ (2008), член Союза театральных деятелей (1995).

## Географическое положение
Расстояние до:
- районного центра (Архангельское): 29 км,
- центра сельсовета (Бакалдинское): 21 км,
- ближайшей железнодорожной станции (Приуралье): 39 км.